# Jeanne d'Arc (videojoc)
Jeanne d'Arc és un videojoc de rol tàctic desenvolupat per Level-5 i publicat per Sony Computer Entertainment per a la PlayStation Portable (PSP). El joc va ser publicat al Japó el 22 de novembre de 2006 i va ser localitzat per ser publicat a Amèrica del Nord el 21 d'agost de 2007. Jeanne d'Arc era el primer videojoc d'aquest gènere de Level-5, així com la primera producció de l'estudi per a la consola PSP. La narrativa del títol fa ús de diversos elements fantàstics, i està vagament basat en la història de Joana d'Arc i les seves lluites contra l'ocupació anglesa de França durant Guerra dels Cent Anys de principis del segle XV.
El joc va comptar amb diverses valoracions positives, amb elogis dirigits a la trama i al significat històric dels seus esdeveniments.

## Jugabilitat
El jugador controla la Jeanne i el seu equip, movent-los entre diferents ciutats i entorns en un mapa semi-històric de França. La majoria d'ubicacions noves dirigiran a escenes de vídeo i a batalles. Els punts de selecció del mapa són ciutats, que permeten al jugador comprar millors armes, armadures i habilitats; altres ubicacions generen petites escaramusses no relacionades amb la història principal, però que permeten al jugador millorar els seus personatges.
Cada caràcter i enemic té una afinitat a una de tres propietats; Sol, Luna i Stella, cadascuna amb fortaleses i debilitats contra les altres propietats (similar al joc pedra, paper, tisores). Per exemple, Sol és fort contra Stella, però és dèbil contra Luna. Cada personatge també té un número màxim d'habilitats; joies d'habilitat que es poden adquirir, guanyades dins les batalles, o produïdes després de combinar altres gemes. Aquestes habilitats poden millorar les característiques del personatge o proporcionar atac, defensa o habilitats de recuperació.
El sistema de batalla és per torns. Abans de la batalla, el jugador pot administrar l'equipament del personatge i les habilitats, i després pot seleccionar quins caràcters porta a la batalla. A cada torn cada personatge es pot moure i a continuació dur a terme una acció com atacar utilitzant elements o habilitats; cada acció atorga un número de punts d'experiència al personatge utilitzat. Els atacs poden ser contestats amb contraatacs, i la direcció de l'atac determinarà quan de mal es rep. Un tret únic del joc és la creació d'una "Aura Ardent", que es forma en l'espai que hi ha immediatament darrere de l'objectiu de l'atac; un segon personatge pot moure's a aquell espai i causar un mal extra si ataca d'es d'allà; si un personatge ja és en aquell espai, l'Aura es mourà amb aquell personatge i augmentarà el poder de l'atac només en aquell torn. Les aures ardents desapareixen després d'un torn.
Un cop el jugador ha mogut tots els seus personatges, el torn de l'enemic procedeix de la mateixa manera. Quan un enemic fixa com a objectiu un aliat, tots els aliats propers a un espai de l'aliat objectiu o qualsevol persona que ja els doni suport participen en una "guàrdia unificada" que pot reduir la possibilitat d'un cop o reduir el mal sofert. Aquesta guàrdia també s'aplica a qualsevol contraatac realitzat durant la part ofensiva del torn del jugador.
Una característica única de Jeanne i altres membres de l'equip seleccionats és l’ús d’un braçalet màgic que es pot imburr amb gemmes. Cada joia del braçalet es pot utilitzar una vegada per batalla i, només després d’adquirir una gran quantitat de gemmes de poder de la batalla, permet que el personatge esdevingui molt més poderós. Per exemple, la primera transformació de Jeanne li dona un valor d'atac més elevat i, mentre es troba en aquesta forma, guanya un altre torn immediatament després de matar a qualsevol enemic. Les transformacions es limiten a uns quants torns i el personatge torna a la seva forma normal un cop acabat l'efecte.
La majoria de batalles requereixen complir una condició per guanyar-les, com derrotar tots els enemics o moure l'equip a espais específics del mapa. També hi ha derrotes especialitzades, com deixar que Jeanne caigui en batalla o no complir les condicions de victòria en un nombre fix de girs. En guanyar la batalla, tots els personatges del grup guanyen certa experiència i es poden obtenir botins de guerra addicionals.

## Trama

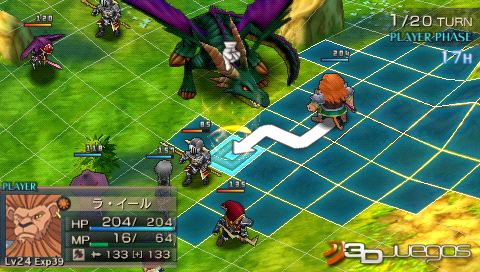
Vista del camp de batalla

La història del joc es basa en un període de guerra fictici entre humans i dimonis. Incapaços de derrotar els dimonis a través del combat, cinc destacats generals humans fabriquen cinc poderosos braçalets i fan servir el seu poder per desterrar els dimonis al seu regne. Passen molts anys, es perd la unitat engendrada per la guerra i França i Anglaterra participen en la Guerra dels Cent Anys pel control de la riquesa i els territoris francesos. El duc de Bedford, regent d'Anglaterra, i un dels cinc herois originals, fa un pacte amb el líder dels dimonis, deixant-lo posseir el seu nebot Enric VI a canvi de proporcionar als anglesos soldats dimonis.
La història principal comença quan Domrémy, un petit poble de la regió de Lorena, és cremat fins als fonaments per les tropes angleses, deixant només tres supervivents: una noia del poble, Jeanne, i els seus amics Roger i Liane. Guiada per una veu del cel i empunyant un dels cinc braçalets que li atorga poderoses habilitats, Jeanne es proposa construir un exèrcit i salvar el seu país dels anglesos.

## Desenvolupament
Jeanne d'Arc va ser desenvolupat per Level-5, una empresa que anteriorment havia desenvolupat un seguit de videojocs de rol com la sèrie de Dark Cloud, Dragon Quest VIII: Journey of the Cursed King, i Rogue Galaxy. Jeanne d'Arc era el primer primer projecte de l'empresa per a PSP. L'equip va escollir fer el joc un RPG tàctic "[…] De manera que els jugadors nous al gènere fossin capaços de jugar al joc, mentre els jugadors de jocs d'estratègia veterans poguessin trobar aquest joc nostàlgic i entretingut alhora." L'equip de desenvolupament també va voler un joc agradable per tots els jugadors, malgrat que alguns d'aquests no tinguessin coneixements sobre els esdeveniments històrics en els que està basat.
L'aspecte més important de la localització de Nord-amèrica de Jeanne d'Arc van ser les seves veus en off. Un número d'actrius i actors francesos, així com actors nord-americans amb accents francesos, es van presentar al càsting d'àudio del joc. Finalment, els actors americans que utilitzaven els accents francesos suaus van ser escollits per les funcions principals, mentre els individus amb accents francesos autèntics van ser utilitzats per a alguns dels personatges de suport. Un entrenador vocal francès es va assegurar de la correcta pronunciació i so dels accents. L'actriu de veu Kari Wahlgren es va encarregar de la gestió principal de la localització anglesa del joc.

## Recepció
Jeanne d'Arc va rebre "generalment revisions favorables", d'acord amb la pàgina web d'agregació de revisions Metacritic. IGN va dir: "Té una jugabilitat extremament profunda. Té una estratègia tàctica equilibrada i una acció de ritme ràpid amb una rica mecànica de joc. Un gir argumental intrigant en un conte ben sabut. Aquests tres declaracions només ratllen la superfície del joc." 1UP.com va dir que "un munt d’opcions d’estratègia-RPG inferiors i que tenen preus més elevats ja superen la petita gamma de jocs de rol de la PSP." Dins del Japó, Famitsu liva donar una puntuació d'un deu, dos vuits, i un set, amb una puntuació total de 33 sobre 40.
Jeanne d'Arc va vendre aproximadament 45,387 còpies durant la seva primera setmana de venda al Japó. El joc va ser llistat com el millor 190è joc en vendes al país durant el 2006 per Famitsu, amb 68,013 còpies venudes a final d'any. Jeanne d'Arc va ser republicat per Sony el 5 de juliol de 2007 dins de la millor gamma de títols amb un pressupost assequible dins del Japó. Des d'aleshores, el joc està disponible com a títol descarregable del PlayStation Network al Japó i Amèrica del Nord.
Jeanne d'Arc va ser llistat per IGN mentre "Joc del Mes" durant l'agost de 2007. Durant el 2011, la pàgina web també va llistar-lo en el número 21 del seu rànquing dels 25 millors jocs. GameTrailers el va fer nomenar candidat al joc de "Millor Joc de PSP", tot i no haver-ne fet una valoració en vídeo. Els mateixos de GameTrailers van dir que, "Passar per alt aquest joc certament seria un acte d'heretgia".